# Paesi Bassi ai XX Giochi olimpici invernali
I Paesi Bassi parteciparono ai XX Giochi olimpici invernali, svoltisi a Torino, Italia, dall'11 al 19 febbraio 2006, con una delegazione di 33 atleti impegnati in quattro discipline.